# No te debí besar
No te debí besar è un singolo della cantante cileno-statunitense Paloma Mami e del cantante spagnolo C. Tangana, pubblicato a settembre 2019 su etichetta discografica Sony Music Latin.